# Alexander Wadimowitsch Schtscherbizki

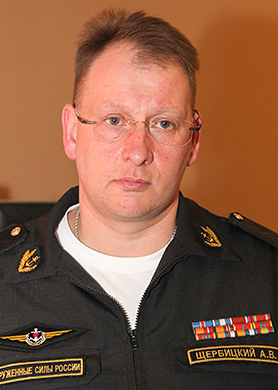
Alexander Schtscherbizki (2015)

Alexander Wadimowitsch Schtscherbizki (russisch Александр Вадимович Щербицкий; * 1. März 1966 in Sewastopol, Ukrainische SSR, Sowjetunion) ist ein russischer Konteradmiral a. D. Er war von 2015 bis 2018 Kommandeur der Marinebasis Baltijsk der Baltischen Flotte.

## Leben
Schtscherbizki absolvierte 1988 die Schwarzmeer-Seekriegshochschule „P.S. Nachimow“ und wurde anschließend als Kommandeur einer Flugabwehrraketenbatterie auf dem U-Jagdschiff Tolkowy eingesetzt. Bis 1993 diente er auf dem Küstenschutzschiff Bezukoriznenny als Kommandeur der Gefechtsabschnitte Raketen-/Artilleriebewaffnung (GA-2) und Minen-/Torpedobewaffnung (GA-3). Von 1993 bis 1996 war er Erster Offizier auf dem Küstenschutzschiff Krazny Kawkaz und von 1997 bis 1998, nach dem Abschluss höherer Offizierslehrgänge, auf dem Lenkwaffenkreuzer Admiral Golowko. Von 1998 bis 2000 fand er als Kommandant des Küstenschutzschiffes Pytliwy Verwendung. Nach dem Besuch der Seekriegsakademie von 2000 bis 2002 wurde er bis 2006 als Kommandant des Lenkwaffenkreuzers Moskwa eingesetzt. Von 2006 bis 2008 diente er als Stellvertreter des Kommandeurs der 30. Überwasserschiffsdivision der Schwarzmeerflotte. Von 2008 bis 2010 war er Offiziershörer der Woroschilow Militärakademie des Generalstabes und wurde nach deren Abschluss Kommandeur der 12. Überwasserschiffsdivision der Baltischen Flotte. Später wurde er zum Stellvertreter des Stabschefs der Nordflotte und Stabschef der Kola-Flottille gemischter Kräfte ernannt (2012–2015). Mit Erlass des Präsidenten der Russischen Föderation vom 5. Mai 2015 wurde Schtscherbizki zum Kommandeur des Marinestützpunktes Baltijsk ernannt. Mit Erlass Nr. 640 vom 9. November 2018 wurde er Chef des Sankt Petersburger Seekriegsinstituts und 2021 in den  Ruhestand versetzt.

## Auszeichnungen
- Militärischer Verdienstorden
- weitere Medaillen